# مانكومبو سامباسيفان سواميناثان
مانكومبو سامباسيفان سواميناثان (7 أغسطس 1925) هو عالم وراثي هندي ومسؤول دولي.

## التشريفات
في عام 1999، صنفته مجلة تايم الأمريكية في قائمة أكثر الناس الآسيويين تأثيرا في القرن العشرين.

## روابط خارجية
- مانكومبو سامباسيفان سواميناثان على موقع الموسوعة البريطانية (الإنجليزية)